# Laurencije Josip Mario Imbert
Sveti Laurencije Mario Josip Imbert, u Koreji poznat i kao biskup Imbert Bum, francuski katolički misionar, biskup i mučenik, žrtva vjerskih progona katolika u Koreji za vladavine dinastije Joseon. Ubraja se među 103 Korejska mučenika koje je papa Ivan Pavao II. proglasio svetim u Seoulu u svibnju 1984. godine. Spomendan mu je 20. i 21. rujna te se posebno časti u južnokorejskoj prijestolnici Seoulu, u njegovom svetištu Saenamteo.
Rođen u mjestašcu Marignanu, danas predgrađu Marseillea, u siromašnoj seljačkoj obitelji, svoje školovanje financirao je prodajom krunica. Nakon sjemeništa u Parizu, gdje je i zaređen, Sveta Stolica šalje ga 1820. godine u misije u Kinu. Dvije godine predavao je u sjemeništu u Maleziji, nakon čega na zahtjev apostolskog vikara Siama odlazi u Singapur, gdje održava prvu katoličku misu na tlu te zemlje. Godine 1836. papa Grgur XVI. imenuje ga apostolskim vikarom Koreje u koju dolazi sljedeće godine tajnim prelaskom Mandžurije.
Dana 10. kolovoza 1939., dok je putovao prema mjestu bogoslužja, biva izdan, no prije uhićenja održao je svetu misu. Uhićen je i odveden u Seoul, gdje je bio podvrgnut mučenju. Pošto se odbio odreći katoličke vjere, 21. rujna 1839. javno mu je odsječena glava na seulskom Saenamteu, danas mjestu njegova svetišta. Tijelo mu je bilo javno izloženo nekoliko dana prije nego što je pokopan na planini Nogu.